# Wilhelm Anton Riedemann
Wilhelm Anton Riedemann (ur. 8 grudnia 1832 w Meppen, zm. 20 stycznia 1920 w Lugano) – niemiecki przedsiębiorca naftowy, pionier budowy tankowców.
Riedemann był prekursorem przewozu ropy statkami. 1 lutego 1863 założył w Bremie agencję i firmę spedycyjną. Rozpoczął współpracę z firmą Schütte. Zajął się rozbudową portu naftowego w Hamburgu. Wraz z |Franzem Ernstem Schütte, Carlem Schütte oraz Standard Oil Johna D. Rockefellera założył w 1890 Deutsch - Amerkinanischen Petroleum Gesellschaft (DAPG) z siedzibą w Hamburgu. Przedsiębiorstwo stale się rozwijało i ulegało różnym przekształceniom: od 1950 w składzie Esso, obecnie Exxon Mobil).
Jako że podczas transportu ropy w beczkach drewnianych straty wynosiły do 30 procent, przebudował statek morski Andromeda na zbiornikowiec. W 1885 zbudował pierwszy tankowiec w Niemczech. Zaś w Newcastle upon Tyne zlecił budowę pierwszego parowego tankowca na świecie. Statek początkowo miał zwać się Glückauf, ale ze względu na niebezpieczeństwo wybuchu przemianowano go na Fliegauf. Swoją pierwszą podróż odbył 13 lipca 1886 z Hamburga do USA. Miał 97 metrów długości i mógł zabrać 3000 ton ropy. Dzięki nowym metodom transportu cena ropy spadła o 50%. Zaś przed I wojną światową firma Riedemanna posiadała największą flotę tankowców.
Riedemann był znany także jako gorliwy katolik i działacz charytatywny. Wspierał rodzinne miasta Meppen i Haselünne, których został w 1912 honorowym obywatelem. W Hamburgu sfinansował budowę kościoła, który za swą patronkę obrał św. Zofię (na cześć żony Riedemanna). W 1917 otrzymał tytuł szlachecki. Mimo to, ze względu na nastroje w wojennych Niemczech, krótko przed końcem I wojny światowej przeniósł się do szwajcarskiego Lugano, gdzie zmarł w wieku 88 lat.
W Bremie i Berlinie znajdują się ulice jego imienia.

## Źródła niemieckie
- Christof Haverkamp, Riedemann Wilhelm Anton von, [w:] Studiengesellschaft für Emsländische Regionalgeschichte, "Emsländische Geschichte" t. 9, Haselünne 2001.
- Ernst Hieke, Wilhelm Anton Riedemann. Anfang und Aufstieg des deutschen Petroleumhandels in Geestemünde und Hamburg (1860 - 1894), "Veröffentlichungen der WGF (Wirtschaftsgeschichtliche Forschungsstelle)", t. 26, Hamburg 1963.
- Jens Marheinecke, Ein Waisenknabe wird zum Petroleumkönig. Der Lebensweg des Wilhelm Anton Riedemann, Hamburg 1996.
- Jens Marheinecke, Helmut Schoenfeld, Der Petroleumkönig und sein Mausoleum, Hamburg 1994.